# アーンスト・ベーコン
アーンスト・ベーコン（Ernst Bacon, 1898年5月26日 - 1990年3月16日）は、アメリカ合衆国の作曲家。
イリノイ州シカゴ出身。17歳の時にノースウェスタン大学に入学して数学を学んだが、3年後にシカゴ大学に移った。19歳の時に音楽に関する論文を書き、20代から作曲を始めた。カール・ヴァイグルとエルンスト・ブロッホに作曲を、アレクサンダー・ラーブにピアノを、ユージン・グーセンスに指揮を師事した。1935年にはカンタータ『説教師の歌』でカリフォルニア大学バークレー校から修士号を得た。
1925年から1928年までイーストマン音楽学校でオペラのコーチとなり、1928年から1930年までサンフランシスコ音楽院で教壇に立った。その後、サンフランシスコ交響楽団の指揮者となり、1938年から1945年までコンヴァース大学の教授となった。1947年からシラキュース大学の教授となり、1963年に退任した後には名誉教授の称号を受けた。
ベーコンは前衛音楽は戦後のヨーロッパ諸国の国力の低下の反映であると考え、民謡やジャズなどを取り入れた自国の活力を肯定した音楽を作曲した。作品には管弦楽曲、室内楽曲、合唱曲、250を超える歌曲がある。

## 文献
- Ernst Bacon Society. (2001). "About Ernst Bacon". Retrieved December 6, 2006
- Farrell, Sam. (2004) "About the Author". Ernst Bacon. Retrieved December 6, 2006
- Library of Congress. (2006). "Ernst Bacon, 1898-1990 biography". Retrieved December 6, 2006